# Reprezentacja Islandii na Mistrzostwach Świata w Narciarstwie Klasycznym 2005
Reprezentacja Islandii na Mistrzostwach Świata w Narciarstwie Klasycznym 2005 w Oberstdorfie składała się z jednego zawodnika. Był nim biegacz narciarski, Jakob E. Jakobsson.

## Wyniki

### Biegi narciarskie

#### Mężczyźni
Sprint
- Jakob E. Jakobsson - 68. miejsce

15 km stylem dowolnym
- Jakob E. Jakobsson - 98. miejsce

Bieg pościgowy 2x15 km
- Jakob E. Jakobsson - nie ukończył